# Chiesa di Santa Maria delle Grazie (Palmoli)
La chiesa di Santa Maria delle Grazie è sita in via Veneto a Palmoli in provincia di Chieti.

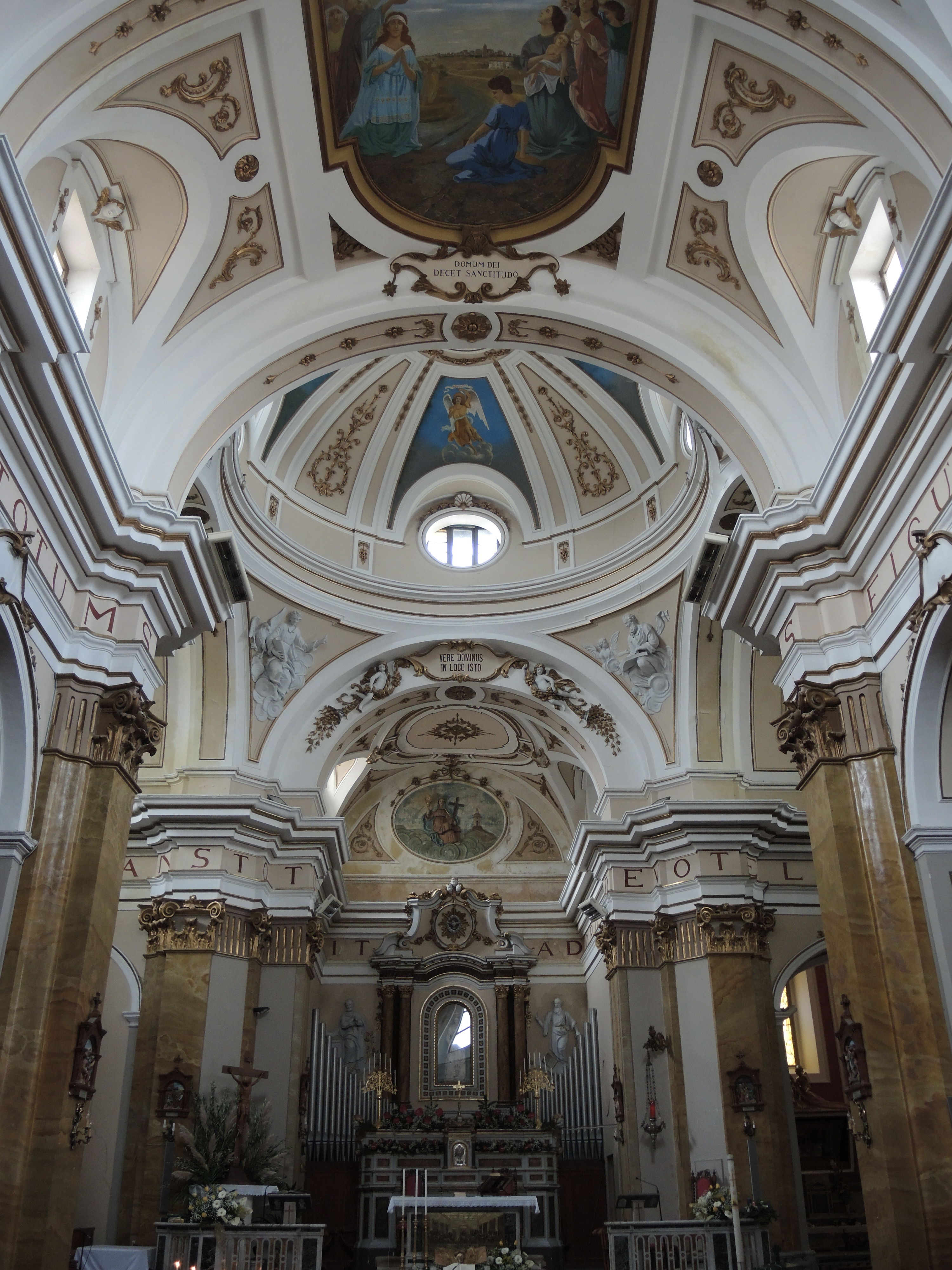
Interno

Già esistente in precedenza, fu interamente ricostruita nel XVII secolo, sotto il patronato dei marchesi Gagliati. La torre campanaria realizzata in arenaria è del XVI secolo. Anticamente doveva fungere da torre difensiva.
La facciata consta di rosone quadrangolare con gli angoli arrotondati verso l'interno e di timpano. Il campanile, con base quadrangolare, ha una cuspide piramidale.
L'interno della chiesa è a tre navate. Nella cantoria è posto un organo con prospetto suddiviso da paraste e decorazioni lignee dorate. L'organo non è suonabile, le canne sono 25 e distribuite su tre campate.
Nell'interno è custodito dal 1824 il corpo di san Valentino, di cui era presente già nel 1704 la reliquia del braccio. La cappella fu realizzata tra il 1898 ed il 1904 su progetto dell'ingegner Rota.